# Paul Stevenson
Paul John Stevenson (* 3. Mai 1966 in Bendigo) ist ein australischer Badmintonspieler. 

## Karriere
Paul Stevenson nahm 1996 im Mixed an Olympia teil. Dort startete er mit Amanda Hardy und wurde 17. in der Endabrechnung. Im Jahr zuvor hatte er bei den Australian International sowohl die Einzel- als auch die Mixedkonkurrenz gewonnen.

## Sportliche Erfolge
| Saison | Veranstaltung                 | Disziplin    | Platz | Name                            |
| ------ | ----------------------------- | ------------ | ----- | ------------------------------- |
| 1990   | Silver Bowl                   | Herreneinzel | 1     | Paul Stevenson                  |
| 1990   | Silver Bowl                   | Herrendoppel | 1     | Paul Stevenson / Ong Beng Teong |
| 1995   | Australian International      | Mixed        | 1     | Paul Stevenson / Amanda Hardy   |
| 1995   | Auckland International        | Mixed        | 1     | Paul Stevenson / Amanda Hardy   |
| 1995   | Australian International      | Herreneinzel | 1     | Paul Stevenson                  |
| 1995   | South Australia International | Herreneinzel | 1     | Paul Stevenson                  |
| 1995   | South Australia International | Mixed        | 1     | Paul Stevenson / Amanda Hardy   |
| 1996   | Olympia                       | Mixed        | 17    | Paul Stevenson / Amanda Hardy   |